# スリュムル (衛星)
スリュムル (Saturn XXX Thrymr) は、 土星の第30衛星である。外部衛星のうち逆行軌道を公転する北欧群に属する。
2000年9月23日にブレット・J・グラドマン、ジョン・J・カヴェラーズらの研究チームにより発見された。観測にはカナダ・フランス・ハワイ望遠鏡や 8 m 口径の反射望遠鏡VLT、パロマー天文台の 5 m 反射望遠鏡が用いられており、補償光学が活用された。発見は同年12月7日に国際天文学連合のサーキュラーで公表され、S/2000 S 7 という仮符号が与えられた。
固有名であるスリュムル (古ノルド語 Þrymr) は、北欧神話に登場する、ソールのミョルニルを奪った霜の巨人スリュムに由来する。この名称は2003年8月8日に承認され、同時に Saturn XXX という確定番号も与えられた。アイスランド語読みスリムル（スリームル）や、ドイツ語読みトリュムルとも表記される。なお、命名当初の綴りは Thrym となっていたが、2005年1月21日に名称の主格である Thrymr という綴りに修正された。
アルベドを 0.06 と仮定した場合、この衛星の直径は 7 km と推定される。